# Jack Draper
Jack Draper (* 22. Dezember 2001 in Sutton, London) ist ein britischer Tennisspieler aus England.

## Karriere
Jack Draper ist der Sohn von Roger Draper, dem Geschäftsführer der Lawn Tennis Association von 2006 bis 2013.
Draper spielte bis zum Jahr 2018 auf der ITF Junior Tour. Dort gewann er auf der Ebene der Grand-Slam-Turniere zunächst kein Match bei insgesamt fünf Turnieren. Erst bei seinem letzten Turnier als Junior Mitte 2018 in Wimbledon gelang ihm der Durchbruch. Nachdem er im Halbfinale noch mit 19:17 im dritten Satz gewonnen hatte, unterlag er dem Taiwaner Tseng Chun-hsin im Endspiel in drei Sätzen. Ende des Jahres erreichte Draper Rang 7 der Junioren-Rangliste. Obwohl noch bis Ende 2019 spielberechtigt, spielte er fortan Turniere bei den Profis.
Noch in seinem ersten Profijahr 2018 gewann er drei Turniere auf der ITF Future Tour, womit er das Jahr auf Platz 428 der Weltrangliste beendete. Im Jahr 2019 konnte er nach einigen kleineren Verletzungen in Nottingham sein erstes Match auf der höher dotierten ATP Challenger Tour gewinnen. Zu seinem ersten Einsatz auf der höchsten Tennis-Ebene kam Draper im Juli im Doppelwettbewerb von Wimbledon, als er eine Wildcard erhielt. Gegen die spätere kolumbianische Siegerpaarung aus Juan Sebastián Cabal und Robert Farah unterlagen Draper und sein Partner Paul Jubb glatt in drei Sätzen. Im weiteren Verlauf des Jahres gewann der Brite noch drei Futures im Einzel sowie seinen ersten Future im Doppel. Beim Challenger in Fairfield konnte er mit Jack Sock einen ehemaligen Top-10-Spieler besiegen und erstmals ins Viertelfinale einziehen, woraufhin er in der Weltrangliste Platz 316 erreichte.
2024 gewann Draper bei den Boss Open in Stuttgart gegen den Italiener Matteo Berrettini in drei Sätzen seinen ersten Titel der ATP Tour. Im selben Jahr erreichte er ohne Satzverlust das Halbfinale der US Open, in dem er Jannik Sinner in drei Sätzen unterlag. Damit war er der erste Brite im Halbfinale der US Open seit Andy Murray im Jahr 2011. In Indian Wells gewann er 2025 seinen ersten Masterstitel, nachdem er sich im Finale mit 6:2, 6:2 gegen Holger Rune durchgesetzt hatte. Beim Madrid Masters im Mai unterlag Draper im Finale Casper Ruud mit 5:7, 6:3, 4:6. Infolgedessen stieg der Brite auf Platz 5 der Weltrangliste auf und erreichte damit seine bisher höchste Platzierung.

## Erfolge
| Legende (Anzahl der Siege) |
| Grand Slam                 |
| ATP Finals                 |
| ATP Tour Masters 1000 (1)  |
| ATP Tour 500 (1)           |
| ATP Tour 250 (1)           |
| ATP Challenger Tour (5)    |

| Titel nach Belag |
| Hartplatz (2)    |
| Sand (0)         |
| Rasen (1)        |

### Einzel

#### Turniersiege

##### ATP Tour
| Nr. | Datum            | Turnier      | Belag         | Finalgegner       | Ergebnis       |
| --- | ---------------- | ------------ | ------------- | ----------------- | -------------- |
| 1.  | 16. Juni 2024    | Stuttgart    | Rasen         | Matteo Berrettini | 3:6, 7:65, 6:4 |
| 2.  | 27. Oktober 2024 | Wien         | Hartplatz (i) | Karen Chatschanow | 6:4, 7:5       |
| 3.  | 17. März 2025    | Indian Wells | Hartplatz     | Holger Rune       | 6:2, 6:2       |

### Einzel

#### Turniersiege
| Nr. | Datum            | Turnier      | Belag         | Finalgegner         | Ergebnis       |
| --- | ---------------- | ------------ | ------------- | ------------------- | -------------- |
| 1.  | 16. Januar 2022  | Forlì (1)    | Hartplatz (i) | Jay Clarke          | 6:3, 6:0       |
| 2.  | 20. Februar 2022 | Forlì (2)    | Hartplatz (i) | Tim van Rijthoven   | 6:1, 6:2       |
| 3.  | 27. Februar 2022 | Forlì (3)    | Hartplatz (i) | Alexander Ritschard | 3:6, 6:3, 7:68 |
| 4.  | 3. April 2022    | Saint-Brieuc | Hartplatz (i) | Zizou Bergs         | 6:2, 5:7, 6:4  |
| 5.  | 5. November 2023 | Bergamo      | Hartplatz (i) | David Goffin        | 1:6, 7:63, 6:3 |

#### Finalteilnahmen
| Nr. | Datum             | Turnier  | Belag         | Finalgegner      | Ergebnis       |
| --- | ----------------- | -------- | ------------- | ---------------- | -------------- |
| 1.  | 11. November 2023 | Sofia    | Hartplatz (i) | Adrian Mannarino | 6:76, 6:2, 3:6 |
| 2.  | 13. Januar 2024   | Adelaide | Hartplatz     | Jiří Lehečka     | 6:4, 4:6, 3:6  |
| 3.  | 23. Februar 2025  | Doha     | Hartplatz     | Andrei Rubljow   | 5:7, 7:5, 1:6  |
| 4.  | 5. Mai 2025       | Madrid   | Sand          | Casper Ruud      | 5:7, 6:3, 4:6  |

## Abschneiden bei Grand-Slam-Turnieren

### Herreneinzel
| Turnier         | 2018 | 2019 | 2020 | 2021 | 2022 | 2023 | 2024 | 2025 | Karriere |
| --------------- | ---- | ---- | ---- | ---- | ---- | ---- | ---- | ---- | -------- |
| Australian Open | —    | —    | —    | —    | —    | 1    | 2    | AF   | AF       |
| French Open     | —    | —    | —    | —    | —    | 1    | 1    | AF   | AF       |
| Wimbledon       | Q1   | Q1   |      | 1    | 2    | —    | 2    | 2    | 2        |
| US Open         | —    | —    | —    | —    | 3    | AF   | HF   |      | HF       |

Zeichenerklärung: S = Turniersieg; F, HF, VF, AF = Einzug ins Finale / Halbfinale / Viertelfinale / Achtelfinale; 1, 2, 3 = Ausscheiden in der 1. / 2. / 3. Hauptrunde; Q1, Q2, Q3 = Ausscheiden in der 1. / 2. / 3. Qualifikationsrunde; nicht ausgetragen

### Herrendoppel
| Turnier         | 2019 | Karriere |
| --------------- | ---- | -------- |
| Australian Open | —    | —        |
| French Open     | —    | —        |
| Wimbledon       | 1    | 1        |
| US Open         | —    | —        |

### Junioreneinzel
| Turnier         | 2018 | Karriere |
| --------------- | ---- | -------- |
| Australian Open | 1    | 1        |
| French Open     | 1    | 1        |
| Wimbledon       | F    | F        |
| US Open         | —    | —        |

### Juniorendoppel
| Turnier         | 2016 | 2017 | 2018 | Karriere |
| --------------- | ---- | ---- | ---- | -------- |
| Australian Open | —    | —    | 1    | 1        |
| French Open     | —    | —    | —    | —        |
| Wimbledon       | 1    | —    | 1    | 1        |
| US Open         | —    | —    | —    | —        |